# Dolni Țibăr, Montana
Dolni Țibăr (în bulgară Долни Цибър) este un sat în comuna Vălcedrăm, regiunea Montana,  Bulgaria. 

## Demografie
Componența etnică a satului Dolni Țibăr
     Romi (76,67%)
     Bulgari (16,7%)
     Nicio identificare (5,8%)
     Altele (1,26%)
La recensământul din 2011, populația satului Dolni Țibăr era de 1.586 locuitori. Din punct de vedere etnic, majoritatea locuitorilor (76,67%) erau romi, cu o minoritate de bulgari (16,7%). Pentru 5,8% din locuitori nu este cunoscută apartenența etnică.